# 缅甸空军
緬甸空軍（Myanmar Air Force），是緬甸的空中武裝力量，成立於1947年1月16日，主要使用中華人民共和國與俄羅斯製造之武器。

## 概述

### 現代化計劃（1990年至今）
1990年代初期，緬甸空軍升級了設施，引進了兩個新的空軍基地總部，現有的空軍基地總部更名。還顯著升級了雷達和電子戰設施。緬甸空軍從中華人民共和國購買了100多架飛機，其中包括F7 IIK攔截機、FT-7教練機、A-5C對地攻擊機、FT-6M教練機、K-8教練機和Y-8運輸機。
1990年12月，越南接受了首批10架F7 IIK攔截機和兩架 FT-7 教練機，隨後於1993年5月又接收了另一批12架F7 IIK攔截機。1995年和1998年又交付了F7 IIK攔截機，直到1999年交付完成。
到2000年，緬甸空軍從中國接收了62架F7 IIK攔截機。以色列簽約翻新和升級所有可運行的F-7和FT-7：這些是為了獲得 Elta EL/M-2032 空對空雷達，Rafael Python MkIII甚至 Litening 激光指示器吊艙。然後，同樣的設備也被安裝在兩人座的 FT-7 戰鬥機教練機上。在一項相關交易中，以色列向緬甸運送了至少一批激光制導炸彈，但无其他武器。自1997年贏得埃爾比特合同以來，缅甸空軍從中國採購了至少一個中隊的 F-7 和 FT-7 飛機，但這些飛機並未升級。
1992年至2000年間，緬甸空軍從中國接收了36架強-5C對地攻擊機。此外，緬甸空軍還於1991年從南斯拉夫購買了20架Soko G-4 Super Galeb武裝噴氣教練機，但由於南斯拉夫解體，僅交付了6架。
1991 年至 1997 年間，緬甸空軍從俄羅斯和波蘭採購了一系列直升機；它從波蘭購買了 20 架 PZL-Swidnik Mil Mi-2 和 13 架 PZL W-3 Sokol 直升機，從俄羅斯購買了 13 架 Mil Mi-17。這些直升機被投入到伊洛瓦底江三角洲的反叛亂行動中，以對抗種族叛亂分子。 1991 年 10 月，四架 Mil Mi-2、四架 PZL W-3 Sokol 和兩架貝爾 205 直升機被編組為駐紮在博加萊的空中分隊，以執行“莫內迪昂行動”。在這次行動中，Mil Mi-2 直升機配備了寬幅一系列武器，為直升機空中突擊行動提供地面攻擊和空中掩護。空軍分隊的四架 Mil Mi-2 共對 17 個目標進行了 80 架次飛行，飛行時間近 82 小時。四架 PZL W-3 Sokol 直升機，沒有武裝，用於運送 20 名空降突擊隊員，每架執行了 443 次任務，飛行時間為 197 小時。貝爾205直升機執行搜救任務263次，飛行時間超過114小時。
2001年，緬甸空軍從白俄羅斯購買了12架MiG-29戰鬥機（10架MiG-29B和兩架MiG-29UB兩座教練機）。隨後在2009年12月又訂購了20架MiG-29（10架MiG-29B、6架MiG-29SE 和 4 架 MiG-29UB），作為 5.7 億美元防禦計劃的一部分。10架MiG-29B升級為SM（改裝) 2017年標準。緬甸空軍還訂購了 10 架 Mi-35 武裝直升機，作為 2009 年 12 月簽署的 7100 萬美元防禦計劃的一部分。
儘管採取了這些現代化措施，緬甸空軍的能力仍然值得懷疑，因為它在2008年5月與泰國的9631邊境哨所戰役和與颶風納爾吉斯有關的救援任務期間缺席。
2015年12月，與巴基斯坦簽訂合同，向緬甸空軍採購由成都飛機工業集團和巴基斯坦航空綜合體聯合研製的JF-17“雷霆”多用途戰鬥機。然而在2018年3月，據報導，購買JF-17 雷霆的交易已被巴基斯坦暫停。然而，在 2018 年 12 月慶祝的空軍日上看到了四架JF-17II。根據雙邊合同，MAF於2018年從俄羅斯訂購了六架Su-30SM戰鬥機。

### 行動
- 2015年緬甸軍機侵入雲南事件：2015年3月缅北内战中，緬甸戰機多次穿越滇緬國境，落彈於雲南省，其中13日一次3發炮彈落在云南省临沧市耿馬縣孟定鎮河外大水桑樹，造成中國平民5死8傷。[8]

## 標記
緬甸國家徽章（白色三角形，中心黃色區域，藍色邊框）通常應用於六個位置。 建議緬甸空軍飛機的序列系統同時作為單位和個體飛機的身份，但目前無法確認。 大多數較舊的飛機都帶有前綴“UB”和緬甸語編號的序列號，有時連續劇用白色勾勒出來。 作戰飛機通常攜帶黑色系列。

## 裝備

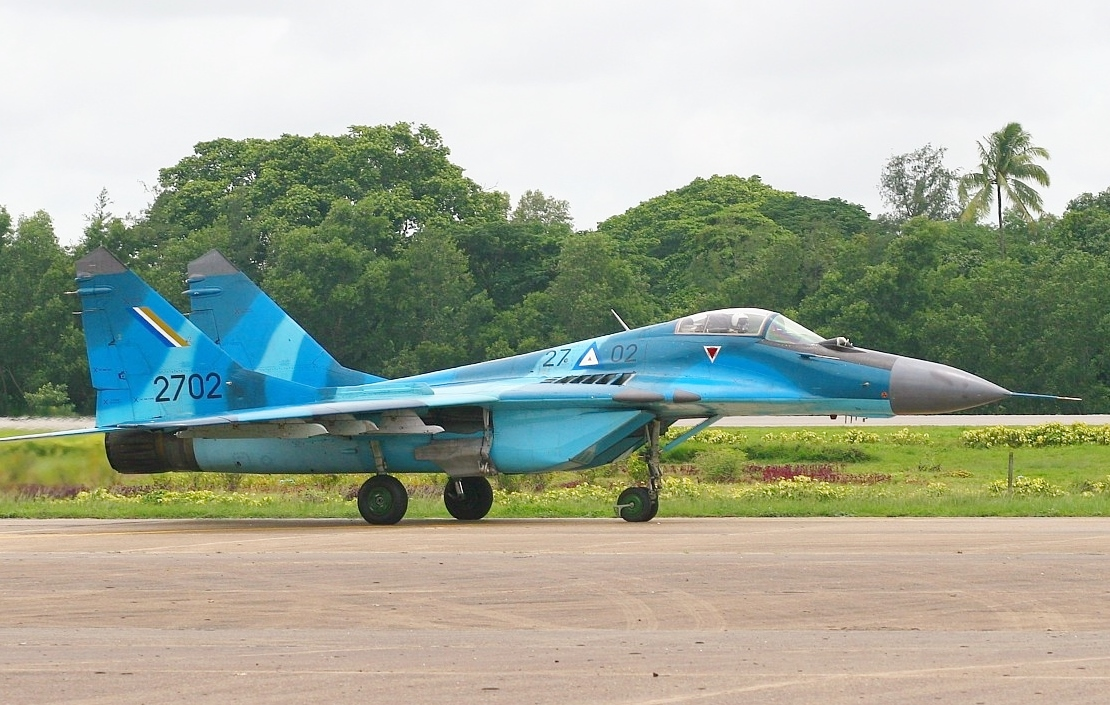
緬甸米格-29戰鬥機

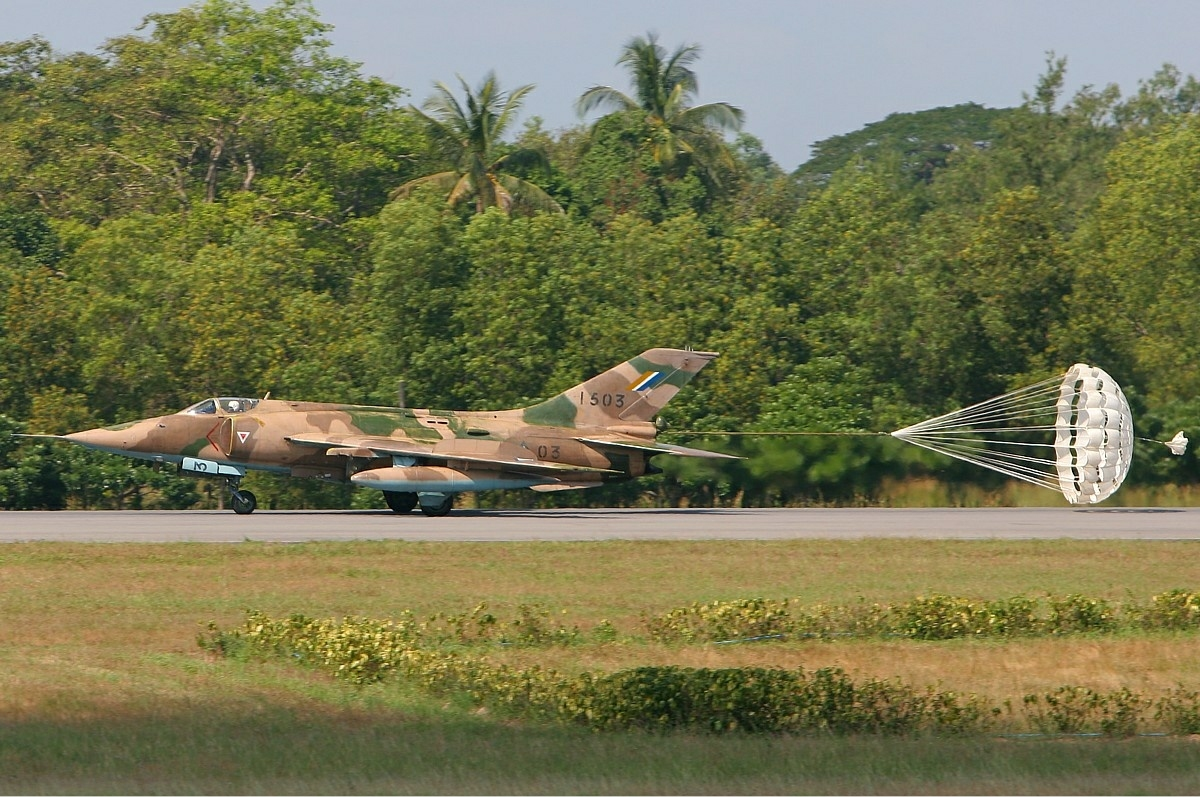
緬甸強-5

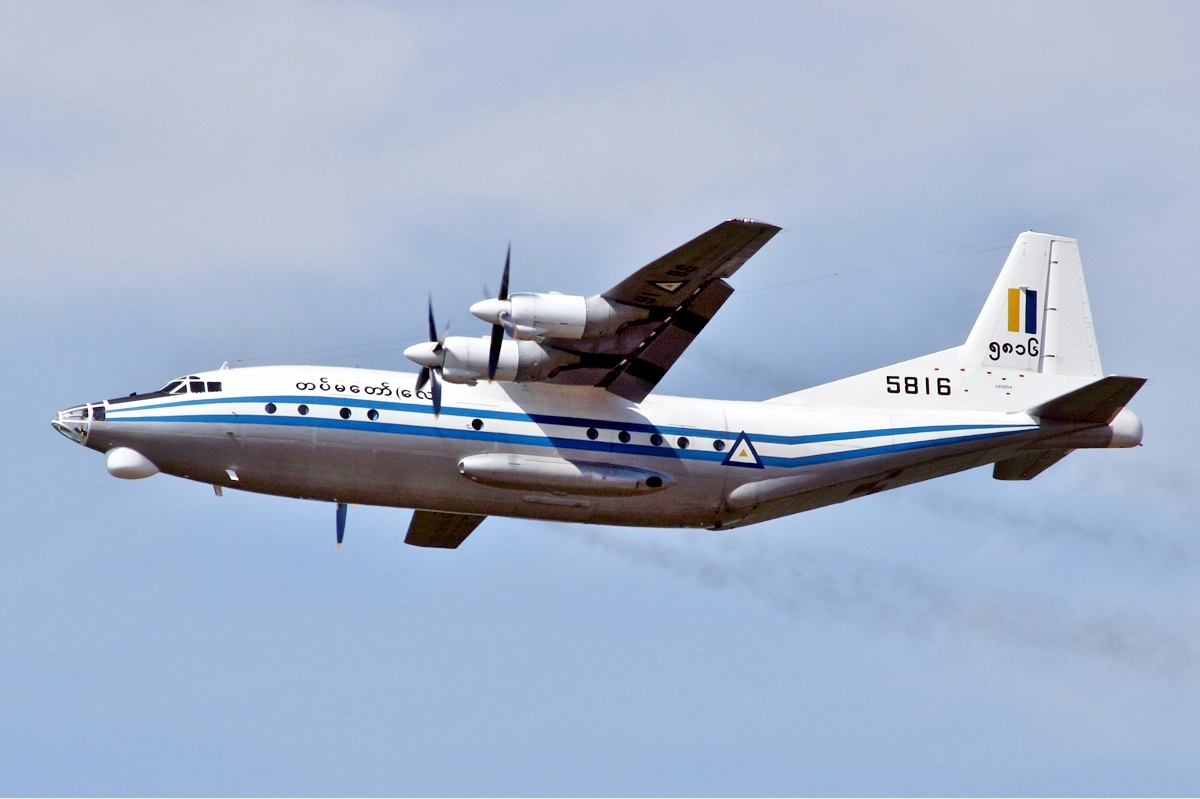
緬甸運-8

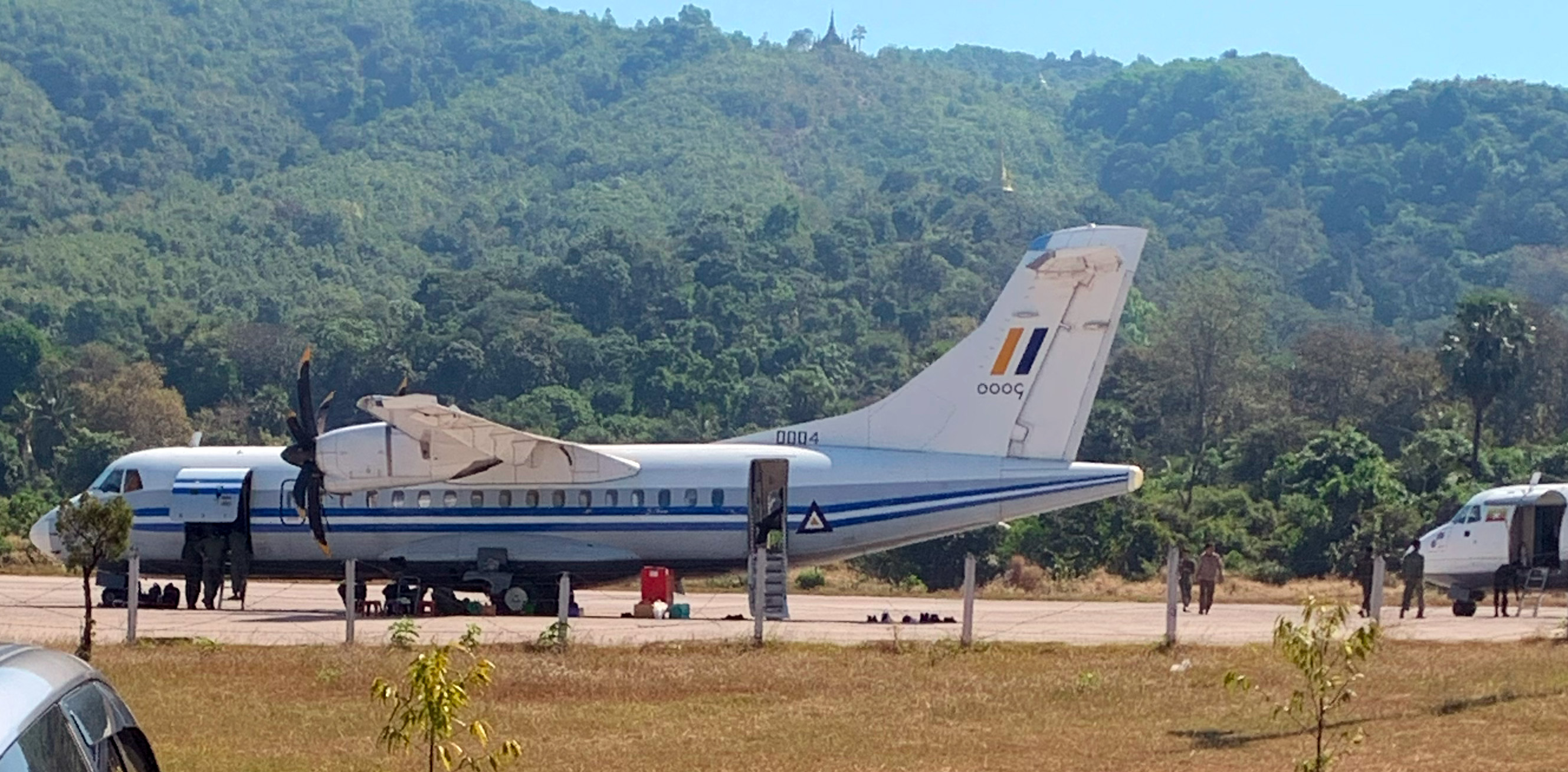
緬甸ATR 42

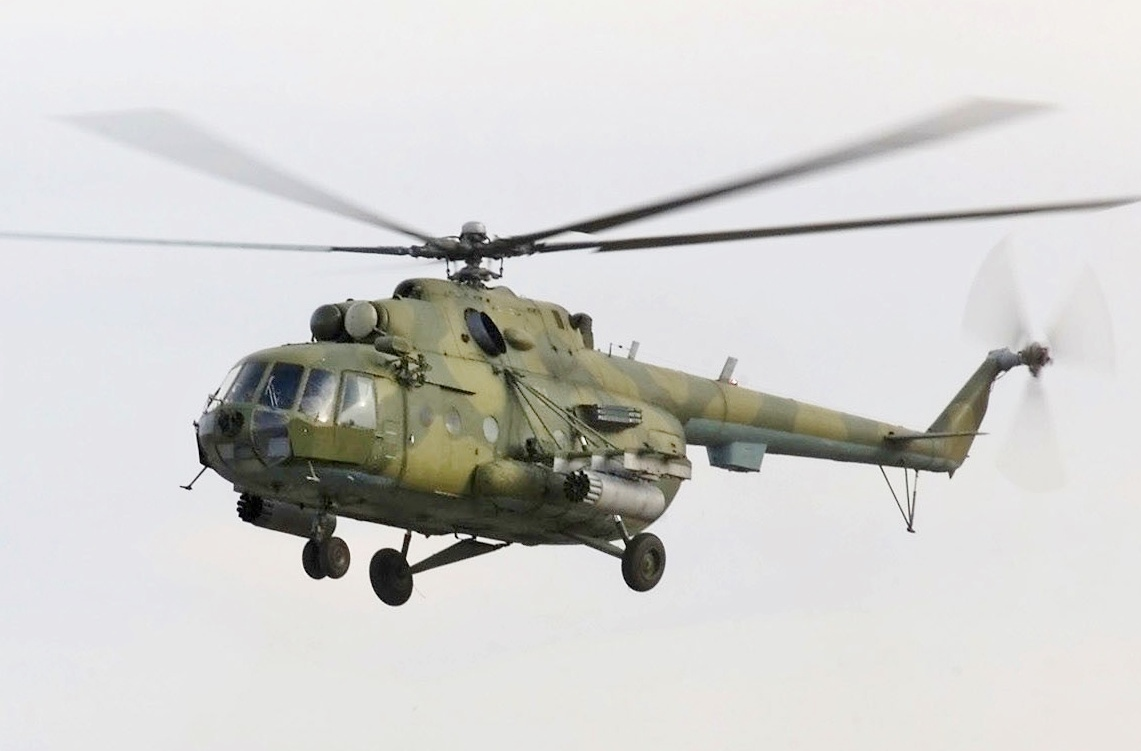
Mi-17

| 機型            | 生產國                    | 用途               | 類型        | 服役數                    | 備註                        |          |
| 作戰飛機        | 作戰飛機                  | 作戰飛機           | 作戰飛機    | 作戰飛機                  | 作戰飛機                    | 作戰飛機 |
| --------------- | ------------------------- | ------------------ | ----------- | ------------------------- | --------------------------- | -------- |
| 米格-29戰鬥機   | 俄羅斯                    | 多用途戰機         |             | 31                        | 大多數為早期的A/B型         |          |
| 強-5            | 中华人民共和国            | 攻擊機             | 強-5        | 21                        |                             |          |
| 歼-7            | 中华人民共和国            | 戰鬥機             | 歼-7        | 24                        | 獲授權生產的米格-21戰鬥機   |          |
| 歼-6            | 中华人民共和国            | 戰鬥機             | F-6         | 1                         | 米格-19战斗机的中國生產版本 |          |
| 梟龍戰機        | 中华人民共和国 / 巴基斯坦 | 多用途戰機         |             |                           | 訂購16架                    |          |
| 運輸機          |                           |                    |             |                           |                             |          |
| ATR 42          | 法國                      | 行政專機           |             | 3                         |                             |          |
| 運-8            | 中华人民共和国            | 運輸               |             | 5                         | 2017年墜毀1架               |          |
| 運-12           | 中华人民共和国            | 運輸               |             | 2                         |                             |          |
| 福克F27         | 荷蘭                      | 運輸               |             | 2                         |                             |          |
| FH-227          | 美国                      | 運輸               |             | 1                         |                             |          |
| 比奇1900        | 美国                      | 通用 / 運輸        |             | 5                         |                             |          |
| PC-6            | 瑞士                      | 通用 / 運輸        |             | 5                         |                             |          |
| 直升機          |                           |                    |             |                           |                             |          |
| 米-2            | 波蘭                      | 通用 / 聯絡用      |             | 21                        |                             |          |
| Mi-17直昇機     | 俄羅斯                    | 通用               |             | 12                        |                             |          |
| Mi-24雌鹿直升機 | 俄羅斯                    | 攻擊直升機         | Mi-35P      | 9                         |                             |          |
| UH-1直升機      | 美国                      | 通用               |             | 14                        |                             |          |
| 云雀III型直升机 | 法國                      | 通用               |             | 13                        |                             |          |
| W-3             | 波蘭                      | 通用               |             | 12                        |                             |          |
| 教練機          |                           |                    |             |                           |                             |          |
| 歼-7            | 中华人民共和国            | conversion trainer | FT-7        | 6                         |                             |          |
| 教練-8          | 中华人民共和国 / 巴基斯坦 | 教練機             | K-8         | 12                        | 訂購50架                    |          |
| 教练-9          |                           |                    | FTC-2000G   | 12（目前已經損失了2-3架） |                             |          |
| PC-7            | 瑞士                      | 小型教練機         |             | 16                        |                             |          |
| PC-9            | 瑞士                      | 教練機             |             | 10                        |                             |          |
| G-4             | 南斯拉夫                  | 教練 / 輕攻擊機    |             | 4                         |                             |          |
| G 120TP         | 德国                      | 教練機             |             | 20                        |                             |          |
| 貝爾206直升機   | 美国                      | 教練 / 通用        | Bell 206B-3 | 3                         |                             |          |
| 雅克-130        | 俄羅斯                    | 高級教練機         |             | 3                         | 訂購12架                    |          |

## 資料來源
1. ↑  . Aeroflight.   [15 December 2013]. （原始内容存档于2013-12-14）.
2. ↑  Flightglobal - World Air Forces 2015 （页面存档备份，存于） (PDF), Flightglobal.com（英语：Flightglobal.com）
3. ↑  Myoe, Maung Aung:建設緬軍
4. ↑  . Airforce Technology.   [2022-05-07]. （原始内容存档于2022-06-29） （美国英语）.
5. ↑  Myoe, Maung Aung: Building the Tatmadaw
6. ↑  . web.archive.org. 2018-08-26  [2022-05-07]. 原始内容存档于2018-08-26.
7. ↑  .   [2022-05-07]. （原始内容存档于2022-07-12） （英语）.
8. ↑  . 新浪网. 2015-03-15  [2015-03-15]. （原始内容存档于2015-03-15）.
9. 1 2 3 4 5 6 7 8 9 10 11 12 13 14 15 16 17 18 19 20  . Reed Business Information. 2017  [3 March 2017]. （原始内容存档于2016-12-20）.
10. ↑  Frontier. . Frontier Myanmar.   [2016-03-09]. （原始内容存档于2016-03-05）.
11. ↑  . janes.com. 2014  [1 December 2015]. （原始内容存档于2016-03-04）.
12. ↑  Jon Grevatt, Langkawi. . IHS Jane's Defence Industry. 23 March 2017  [2017-05-27]. （原始内容存档于2017-05-17）.

## 外部連結
- Hoyle, Craig. "World Air Forces Directory". Flight International（英语：Flight International）, Vol. 182, No. 5370, 11–17 December 2012. pp. 40–64. ISSN 0015-3710.
- World Aircraft Information Files. Brightstar Publishing, London. File 333 Sheet 05